# Liste der Nummer-eins-Hits in Irland (1990)
Diese Liste enthält alle Nummer-eins-Hits in Irland im Jahr 1990. Es gab in diesem Jahr 17 Nummer-eins-Singles.
| Singles |
| --- |
| - Band Aid II – Do They Know It’s Christmas? - 5 Wochen (14. Dezember 1989 – 17. Januar 1990) - New Kids on the Block – Hangin' Tough - 1 Woche (18. Januar – 24. Januar) - Sinéad O’Connor – Nothing Compares 2 U - 6 Wochen (25. Januar – 7. März) - The B-52’s – Love Shack - 1 Woche (8. März – 14. März) - Verschiedene Interpreten – Brits Mix 1990 - 1 Woche (15. März – 21. März) - Jive Bunny & the Mastermixers – That Sounds Good to Me - 2 Wochen (22. März – 4. April) - Mick Lally – The Byroad To Glenroe - 5 Wochen (5. April – 9. Mai) - Liam Harrison & The Goal Celebrities – Give It a Lash Jack - 1 Woche (10. Mai – 16. Mai, insgesamt 2 Wochen) - The Memories – The Game - 1 Woche (17. Mai – 23. Mai) - Liam Harrison & The Goal Celebrities – Give It a Lash Jack - 1 Woche (24. Mai – 30. Mai, insgesamt 2 Wochen) - Irische Fußballnationalmannschaft – Put 'Em Under Pressure - 13 Wochen (31. Mai – 29. August) - Bombalurina – Itsy Bitsy Teeny Weeny Yellow Polka Dot Bikini - 1 Woche (30. August – 5. September) - Steve Miller Band – The Joker - 2 Wochen (6. September – 19. September) - The Saw Doctors – I Useta Lover - 7 Wochen (20. September – 7. November) - The Righteous Brothers – Unchained Melody - 2 Wochen (8. November – 21. November) - Watch Your House – Ooh Aah Paul McGrath - 2 Wochen (22. November – 5. Dezember) - Vanilla Ice – Ice Ice Baby - 1 Woche (6. Dezember – 12. Dezember) - Zig & Zag – The Christmas No 1 - 5 Wochen (13. Dezember 1990 – 16. Januar 1991) |

Siehe auch: Nummer-eins-Hits 1990 in  Australien, Belgien, Dänemark, Deutschland, Finnland, Frankreich, Italien, Japan, Kanada, Neuseeland, den Niederlanden, Norwegen, Österreich, Schweden, der Schweiz, Spanien, Ungarn, den Vereinigten Staaten und im Vereinigten Königreich.